# Salomon Schulman
Salomon Schulman, född 1 oktober 1947 i Malmö, död 15 juli 2024 i Lund, var en svensk författare, översättare, barnläkare och barnpsykiatriker.

## Biografi
Salomon Schulman växte upp i ett jiddischspråkigt hem, med föräldrar som var från Polen, modern hade överlevt Förintelsen. och fadern Gulag.
Schulman skrev ett flertal böcker om medicin, jiddisch och judisk kultur. Han skrev även såväl kåserier för Dagens Nyheter (DN) som essäer, polemik och krönikor i svensk dagspress och i olika tidskrifter som Folket i Bild/Kulturfront, MET, Res publica, Läkartidningen, Medicinsk teknik och Judisk Krönika. Han var med och startade satirtidningen Egget i slutet på 80-talet, där hans medredaktörer var vänsterförfattaren Erik Wijk och kulturskribenten Crister Enander. Schulman föreläste i jiddisch och jiddischlitteratur på Lunds universitet. Han översatte en rad böcker och sångtexter från jiddisch, bland annat låttexter till "Georg Riedels Jiddischland" tillsammans med Channa Riedel. Schulman var också aktiv i debatten om barn och skrev debattartiklar i DN om sesamfröns skadliga inverkan på mindre barn.